# Gynacantha apicalis
Gynacantha apicalis là loài chuồn chuồn trong họ Aeshnidae. Loài này được Fraser mô tả khoa học đầu tiên năm 1924.